# Fallet Mattei
Fallet Mattei (italienska: Il caso Mattei) är en italiensk dramafilm från 1972 i regi av Francesco Rosi.

## Utmärkelser
Filmen vann Guldpalmen för bästa film vid filmfestivalen i Cannes 1972.

## Roller (urval)
- Gian Maria Volontè – Enrico Mattei
- Luigi Squarzina – en journalist
- Peter Baldwin – McHale, journalist
- Edda Ferronao – signora Mattei
- Furio Colombo – Matteis assistent
- Aldo Barberito – Mauro De Mauro
- Gianfranco Ombuen – ingenjör Ferrari